# Kubschütz
Kubschütz (hornolužickosrbsky Kubšicy) je obec v německé spolkové zemi Sasko. Nachází se v zemském okrese Budyšín v Horní Lužici a má přibližně 2 500 obyvatel.

## Geografie
Obec se nachází zhruba 5 km východně od velkého okresního města Budyšín. Většina území obce se nachází v oblasti Hornolužické planiny, jižní část náleží ke Šluknovské pahorkatině. V obci leží kopec Mehltheuerberg (384 m), nejsevernější vrchol Šluknovské pahorkatiny. Nejvyšším kopcem je Czorneboh (557 m), jehož vrchol však již leží za hranicí obce. Státní hranice s Českem se nachází asi 25 km jižně a hranice s Polskem asi 40 km východně od obce.
Obec sousedí s obcí Malschwitz na severu, s městem Weißenberg a s obcí Hochkirch na východě, s obcemi Cunewalde a Großpostwitz na jihu a s Budyšínem na západě.

### Části obce
Kubschütz se dělí na 24 místních částí:
- Baschütz (hornolužickosrbsky Bošecy)
- Blösa (Brězow)
- Canitz-Christina (Konjecy)
- Daranitz (Torońca)
- Döhlen (Delany)
- Großkunitz (Chójnica)
- Grubditz (Hruboćicy)
- Jenkwitz (Jenkecy)
- Kreckwitz (Krakecy)
- Kubschütz (Kubšicy)
- Kumschütz (Kumšicy)
- Litten (Lětoń)
- Neupurschwitz (Nowe Poršicy)
- Pielitz (Splósk)
- Purschwitz (Poršicy)
- Rabitz (Rabocy)
- Rachlau (Rachlow)
- Rieschen (Zrěšin)
- Scheckwitz (Šekecy)
- Soculahora (Sokolca)
- Soritz (Sowrjecy)
- Waditz (Wadecy)
- Weißig (Wysoka)
- Zieschütz (Cyžecy)

## Historie
Nejstarší známá zmínka o místě jako o Cupcici pochází z roku 1088. Až do 19. století byl Kubschütz enklávou okresu Stolpen v oblasti spravované z Budyšína.
Arnošt Muka pro své statistiky o lužickosrbské populaci v Horní Lužici určil v 80. letech 19. století v obci 245 obyvatel, z nichž 228 byli Lužičtí Srbové (93 %) a 17 Němci. Podle Ernsta Tschernika klesl podíl lužickosrbské populace v obci do roku 1956 na 49,8 %.

## Osobnosti
- Jurij Mjeń (1727–1785), spisovatel, básník a protestantský kazatel
- Jan Kilian (1811–1884), evangelický duchovní
- Arnošt Bart (1870–1956), lužickosrbský vlastenec a politik
- Jurij Wjela (1892–1969), učitel a spisovatel
- Siegfried Michalk (1927–1992), slavista a sorabista
- Toni Bruk (1947–2020), lužickosrbský filmový režisér a producent